# Samarium
Pour les articles homonymes, voir Sm.
Le samarium est l'élément chimique de numéro atomique 62, de symbole Sm. Il appartient au groupe des lanthanides (inclus dans les terres rares). Le corps simple samarium est un métal.
Le samarium est un métal rare sur la Terre. Il est présent en concentration jusqu’à 2,8 % dans plusieurs minéraux, notamment la cérite, la gadolinite, la samarskite, la monazite et la bastnäsite, les deux derniers étant les sources commerciales les plus courantes de l’élément. Ces minéraux se trouvent principalement en Chine, aux États-Unis, au Brésil, en Inde, au Sri Lanka et en Australie. La Chine est de loin le leader mondial de l’extraction et de la production de samarium.

## Histoire et étymologie

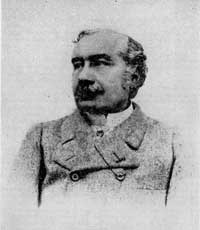
Paul-Émile Lecoq de Boisbaudran (1838-1912), découvreur du samarium.

Le samarium est découvert par spectroscopie en 1853 par le chimiste suisse Jean Charles Galissard de Marignac, par l'observation de ses fines raies d'absorption dans le didyme. Il est isolé (sous forme d'un mélange de deux oxydes) à Paris en 1879 par le chimiste français Paul-Émile Lecoq de Boisbaudran à partir de la samarskite, un minéral de formule chimique (Y,Ce,U,Fe)3(Nb,Ta,Ti)5O16. En 1901, le chimiste français Eugène Demarçay réussit à séparer les deux oxydes, et découvre ainsi l'europium.
Le nom du samarium provient de celui de la samarskite, découverte par le colonel Samarsky dans une mine de l'Oural.

## Caractéristiques

### Propriétés physiques

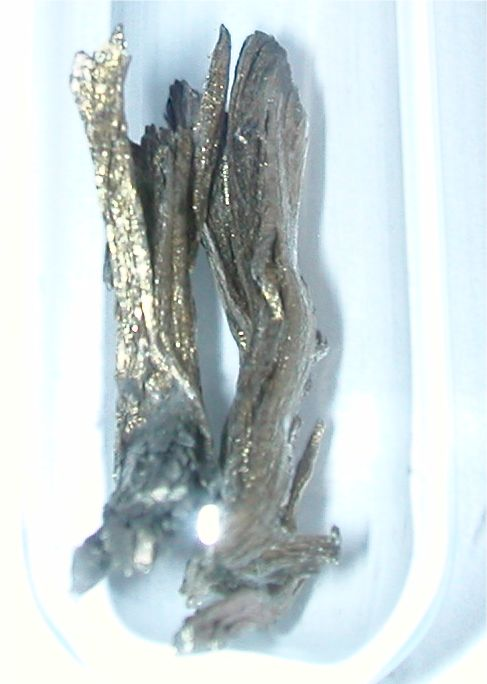
Échantillon de samarium dans une ampoule.

Le samarium est de couleur argentée, relativement stable à l'air libre et s'enflamme spontanément à 150 °C.
Le samarium est un élément de terre rare d’une dureté et d’une densité similaires à celles du zinc. Avec un point d’ébullition de 1 794 °C, le samarium est le troisième lanthanide le plus volatil après l’ytterbium et l’europium et comparable à cet égard au plomb et au baryum ; cela aide à séparer le samarium de ses minerais,. Lorsqu’il est fraîchement préparé, le samarium a un éclat argenté et prend un aspect plus terne lorsqu’il est oxydé à l’air. On calcule que le samarium a l’un des plus grands rayons atomiques des éléments ; avec un rayon de 238 pm, seuls le potassium, le praséodyme, le baryum, le rubidium et le césium sont plus grands.
Dans des conditions ambiantes, le samarium a une structure rhomboédrique (forme α). Lorsqu’il est chauffé à 731 °C, sa symétrie cristalline passe à hexagonale compacte (hcp) ; il a une température de transition réelle dépendant de la pureté du métal. Un chauffage supplémentaire à 922 °C transforme le métal en une phase cubique centrée (bcc). Le chauffage à 300 °C et la compression à 40 kbar permettent d’obtenir une structure hexagonale compacte double (dhcp). Une pression plus élevée de l’ordre de centaines ou de milliers de kilobars induit une série de transformations de phase, avec notamment une phase tétragonale apparaissant à environ 900 kbar. Dans une étude, la phase dhcp a pu être produite sans compression, en utilisant un régime de recuit hors équilibre avec un changement de température rapide entre environ 400 °C et 700 °C), confirmant le caractère transitoire de cette phase de samarium. Les couches minces de samarium obtenues par dépôt en phase vapeur peuvent contenir les phases hcp ou dhcp dans des conditions ambiantes.
Le samarium et son sesquioxyde sont paramagnétiques à température ambiante. Leurs moments magnétiques effectifs correspondants, inférieurs à 2 magnétons de Bohr, sont les troisièmes plus faibles parmi les lanthanides (et leurs oxydes) après le lanthane et le lutécium. Le métal adopte un état antiferromagnétique lors du refroidissement à 14,8 K,. Les atomes de samarium individuels peuvent être isolés en les encapsulant dans des molécules de fullerène. Ils peuvent également être intercalés dans les interstices du C60 massif pour former une solution solide de composition nominale Sm3C60, qui est supraconductrice à une température de 8 K. Le dopage des supraconducteurs à base de fer avec du samarium – une famille de supraconducteurs à haute température – augmente leur température de transition vers la conductivité normale jusqu’à 56 K, la valeur la plus élevée atteinte à ce jour dans cette série.

### Propriétés chimiques
Dans l’air, le samarium s’oxyde lentement à température ambiante et s’enflamme spontanément à 150 °C,. Même lorsqu'il est stocké sous huile minérale, le samarium s’oxyde progressivement et développe une poudre jaune grisâtre du mélange oxyde-hydroxyde à la surface. L’aspect métallique d’un échantillon peut être préservé en le scellant sous un gaz inerte tel que l'argon.
Le samarium est assez électropositif et réagit lentement avec l’eau froide et rapidement avec l’eau chaude pour former de l’hydroxyde de samarium :
2Sm(s) + 6H2O(l) → 2Sm(OH)3(aq) + 3H2(g)
Le samarium se dissout facilement dans l'acide sulfurique dilué pour former des solutions contenant les ions jaunes à vert pâle Sm(III), qui existent sous forme de complexes [Sm(OH2)9]3+ :
2Sm(s) + 3H2SO4(aq) → 2Sm3+(aq) + 3SO42-(aq) + 3H2(g)
Le samarium est l’un des rares lanthanides avec un état d’oxydation +2 relativement accessible, aux côtés de Eu et de Yb. Les ions Sm2+ sont rouge sang en solution aqueuse.

## Isotopes
Le samarium naturel est composé de cinq isotopes stables (144Sm, 149Sm, 150Sm, 152Sm et 154Sm) et de deux radioisotopes de très longue demi-vie, 147Sm (1,06 × 1011 a) et 148Sm (7 × 1015 a), 152Sm étant le plus abondant (22,75 %). 146Sm a également une très longue demi-vie (1,03 × 108 a), mais il n'est présent naturellement qu'à l'état de traces, comme produit de la nucléosynthèse explosive.

## Utilisations
- aimants permanents : en alliage avec le cobalt : SmCo5 et de Sm2Co17. Les aimants au samarium-cobalt possèdent la résistance à la démagnétisation la plus élevée connue[21].
- Capteur de neutrons : le samarium possède une très grande capacité de capture des neutrons thermiques. Ses isotopes sont des produits de fission communs dans les réacteurs nucléaires particulièrement l'isotope 149 qui est un poison neutronique, le samarium 149 s'accumule dans le cœur créant une perte de réactivité que l'on appelle l'empoisonnement samarium dont le mécanisme est proche de l'empoisonnement xénon.
- Électronique : des condensateurs céramiques utilisent un diélectrique à base d'oxydes de lanthane, de néodyme ou de samarium.
- Optique : ajouté au verre, son oxyde Sm2O3 permet une forte absorption de l'infrarouge.
- Médecine : le 153Sm est utilisé en radiothérapie symptomatique, principalement pour soulager les douleurs dues aux métastases osseuses.
- On le retrouve dans les microphones de guitares électriques comme dans les barres de contrôle de certains réacteurs nucléaires.

En raison de conflits commerciaux avec les États-Unis et l'Union européenne, la Chine suspend en avril 2025 ses exportations de samarium vers tous les pays.

## Effets biologiques
Le samarium métallique n'a pas de rôle biologique connu dans le corps humain. Les sels de samarium sont réputés stimuler le métabolisme, mais il n'est pas certain que cet effet provienne du samarium lui-même plutôt que des autres lanthanides présents avec lui. La quantité totale de samarium chez l'adulte est de l'ordre de 50 μg, essentiellement dans le foie et les reins avec environ 8 µg /L dans le sang.
Après ingestion, seuls 0,05 % des sels de samarium sont absorbés dans le sang, le reste étant directement excrété. Depuis le sang, environ 45 % du samarium passe dans le foie et 45 % se dépose à la surface des os, où il demeure environ dix ans, les 10 % restants étant à leur tour excrétés.
Le samarium n'est généralement pas absorbé par les plantes dans des quantités mesurables et n'entre donc pas dans l'alimentation humaine. Cependant, certaines d'entre elles[Lesquelles ?] peuvent en contenir 1 ppm. Les sels du samarium insolubles dans l'eau ne sont pas toxiques, ceux qui sont solubles l'étant légèrement.